# Doin' the Thing: The Horace Silver Quintet at the Village Gate
| Recensione | Giudizio |
| ---------- | -------- |
| AllMusic   |          |

Doin' the Thing: The Horace Silver Quintet at the Village Gate è un album discografico dal vivo (al Village Gate, famoso night club newyorkese chiuso nel 1998) del quintetto del pianista jazz statunitense Horace Silver fu pubblicato dalla casa discografica Blue Note Records nel settembre del 1961.

## Tracce

### LP
Tutti i brani sono stati composti da Horace Silver.
Lato A
1. Filthy McNasty – 11:02 – Registrato dal vivo il 19 maggio 1961
2. Doin' the Thing – 11:16 – Registrato dal vivo il 19 maggio 1961

Lato B
1. Kiss Me Right – 9:18 – Registrato dal vivo il 20 maggio 1961
2. The Gringo*/The Theme: Cool Eyes** – 12:01 – Registrato dal vivo il 20 maggio 1961* ed il 19 maggio 1961**[2]

### CD
Edizione CD del 2006, pubblicato dalla Blue Note Records (0946 3 62682 2 4)
Tutti i brani sono stati composti da Horace Silver.
1. Filthy McNasty – 11:02
2. Doin' the Thing – 11:16
3. Kiss Me Right – 9:18
4. The Gringo/The Theme: Cool Eyes – 12:01
5. It Ain't S'posed to Be Like That – 6:21 – Bonus Track, registrato dal vivo il 19 maggio 1961
6. Cool Eyes (Full Version) – 3:56 – Bonus Track, registrato dal vivo il 20 maggio 1961

## Musicisti
- Horace Silver - pianoforte
- Blue Mitchell - tromba
- Junior Cook - sassofono tenore
- Gene Taylor - contrabbasso
- Roy Brooks - batteria

Note aggiuntive
- Alfred Lion - produttore
- Registrato dal vivo il 19 e 20 maggio 1961 al Village Gate di New York City, New York (Stati Uniti)
- Rudy Van Gelder - ingegnere delle registrazioni
- Jim Marshall - fotografia copertina album originale
- Ira Gitler - note retrocopertina album originale[3]